# Associazione Del Calcio Di Vicenza 1921-1922

## Stagione
Il Vicenza inizialmente fu obbligato a disputare uno spareggio interdivisionale con la prima classificata di Seconda Divisione (il Derthona) per ottenere la permanenza in Prima Divisione. In seguito al Compromesso Colombo, fu costretto a disputare due spareggi salvezza (quello interdivisionale e, in aggiunta, un altro interfederale): perse il primo e retrocesse in Seconda Divisione.

## Rosa
| N. |                   | Ruolo | Calciatore         |
| -- | ----------------- | ----- | ------------------ |
|    | Italia (bandiera) | P     | Mantovani          |
|    | Italia (bandiera) | P     | Montano            |
|    | Italia (bandiera) | P     | Giovanni Scattolin |
|    | Italia (bandiera) | D     | Vittorio Facco     |
|    | Italia (bandiera) | D     | Fadini             |
|    | Italia (bandiera) | D     | Lorenzoni          |
|    | Italia (bandiera) | D     | Antonio Montemezzo |
|    | Italia (bandiera) | D     | Felice Montemezzo  |
|    | Italia (bandiera) | D     | Luigi Savi         |
|    | Italia (bandiera) | D     | Italo Schettin     |
|    | Italia (bandiera) | D     | Zerbi              |

| N. |                   | Ruolo | Calciatore           |
| -- | ----------------- | ----- | -------------------- |
|    | Italia (bandiera) | D     | Rodolfo Zorzi        |
|    | Italia (bandiera) | C     | Bianchi              |
|    | Italia (bandiera) | C     | Gaetano Griggio      |
|    | Italia (bandiera) | C     | Angiolillo Menegatti |
|    | Italia (bandiera) | C     | Vasco Zorzan         |
|    | Italia (bandiera) | A     | Cozza                |
|    | Italia (bandiera) | A     | Meachan              |
|    | Italia (bandiera) | A     | Rosin                |
|    | Italia (bandiera) | A     | Pio Veronese         |
|    | Italia (bandiera) | A     | Zanotto              |